# Symphlebia dorisca
Symphlebia dorisca là một loài bướm đêm thuộc phân họ Arctiinae, họ Erebidae.